# Benny Herger
Benny «Beni» Herger (* 20. März 1941) ist ein ehemaliger Schweizer Radrennfahrer und nationaler Meister im Radsport.

## Sportliche Laufbahn
Herger machte sich im Bahnradsport, besonders im Steherrennen einen Namen. 1968 gewann er bei den UCI-Bahn-Weltmeisterschaften im Steherrennen der Amateure die Bronzemedaille hinter dem Sieger Giuseppe Grassi aus Italien.
1972 wurde er Schweizer Meister im Steherrennen der Amateure vor Ruedi Frank. 1973 verteidigte er den Titel. 1968 wurde er Vize-Meister hinter Candid Grab. 1971 gewann er den Grand-Prix Mailand und 1973 den Großen Preis der Stadt Leipzig im Steherrennen.
Er bestritt auch Strassenradsport und konnte einige Kriterien in der Schweiz gewinnen.

## Berufliches
Herger gründete nach seiner sportlichen Karriere eine Werkstatt für Pneu- und Schlauchservice.